# El Vesubio

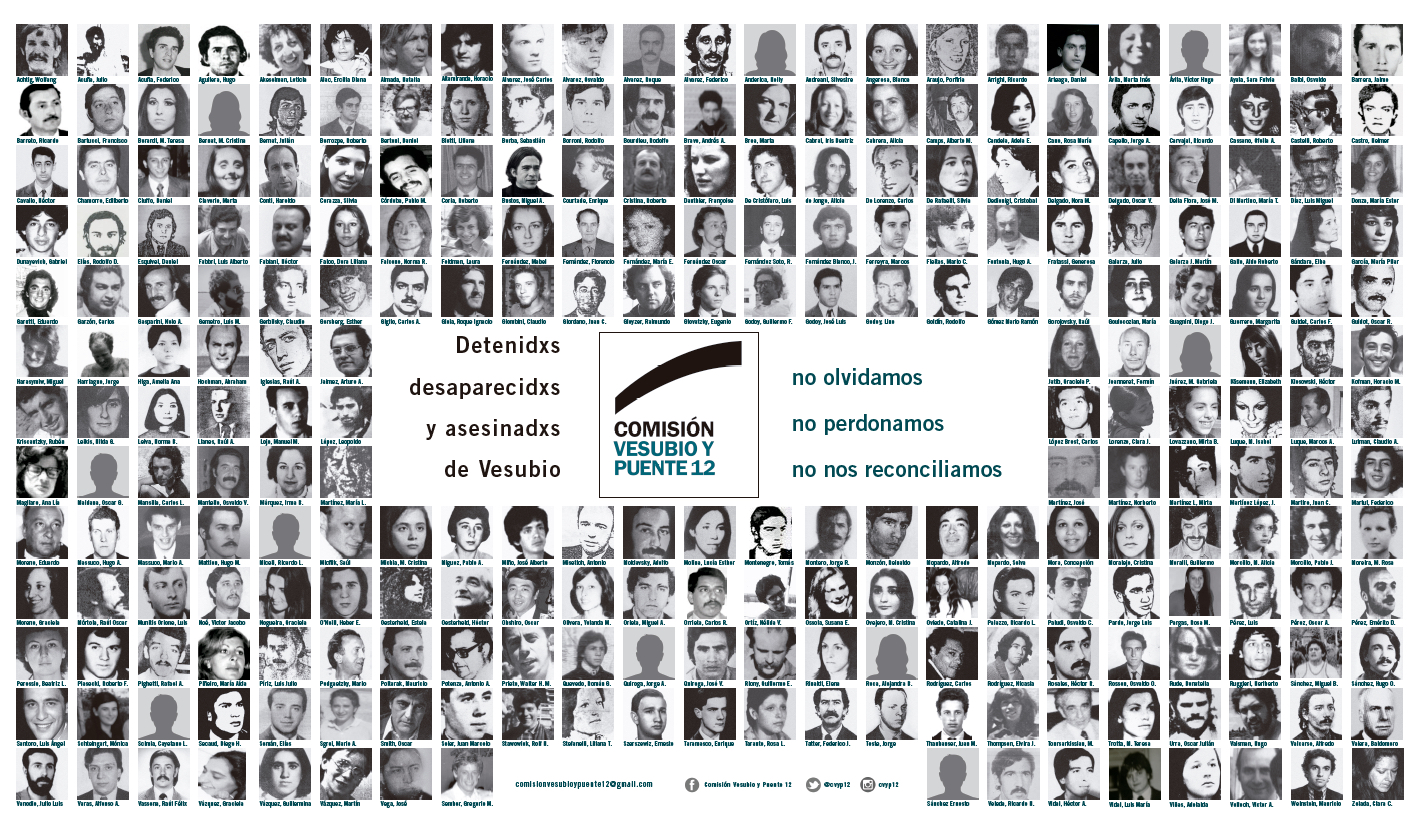
Bandera con los rostros de los desaparecidos del CCDTyE El Vesubio confeccionada para la Comisión Vesubio y Puente 12

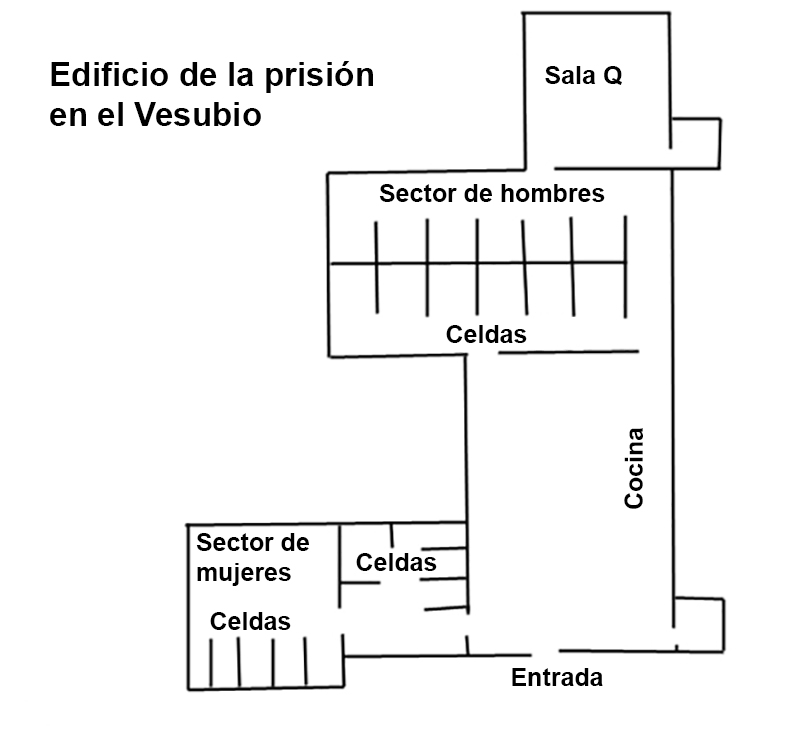
Plano de Casa 3 CCDtyE El Vesubio - Traducción al español del original en alemán

El Vesubio fue un centro clandestino de detención, en Argentina, utilizado por el Ejército que estaba ubicado en la localidad de Aldo Bonzi (partido de La Matanza, en el Gran Buenos Aires), cerca del cruce del Camino de Cintura con la Autopista Riccheri que lleva al Aeropuerto Internacional Ministro Pistarini, en un terreno del Servicio Penitenciario Federal. «Empresa El Vesubio» era el nombre clave que utilizaban para referirse al mismo las fuerzas represivas. Comenzó a funcionar en 1975, siendo utilizado por la Triple A, antes del golpe de Estado, con el nombre de «La Ponderosa» y dejó de funcionar en 1978. Entre desaparecidos y sobrevivientes al menos 400 personas estuvieron detenidas allí.

## Ubicación
Se hallaba dentro de la Zona Militar n.º 1, bajo jurisdicción del I Cuerpo de Ejército, al mando del general de división Guillermo Suárez Mason, quien visitaba periódicamente el campo, y directamente a cargo de la Central de Reunión de Inteligencia (CRI) del Regimiento 3 de La Tablada, bajo el mando del coronel Federico Minicucci. Allí también operaban los coroneles Juan Bautista Sasiaiñ y Franco Luque.  Entre 1975 y abril de 1976 el jefe de El Vesubio fue Alberto Neuendorf, alias Neumann o Alemán, jefe de inteligencia del SPF. A partir de abril de 1976, la jefatura del centro clandestino estuvo a cargo del mayor Pedro Alberto Durán Sáenz, alias Delta, quien cumplió esa función hasta fines del 1977. Lo sucedió como jefe de El Vesubio hasta octubre de 1978, Gustavo Adolfo Cacivio, alias El Francés, coronel retirado del ejército, y capitán al momento de los hechos represivos, subordinado al II Comandante de la Décima Brigada, coronel Crespi, y éste al general Sasiaiñ como comandante de dicha brigada, y co-partícipe represivo con el general Minicucci y el general Svencionis como jefes sucesivos del Regimiento III de La Tablada.
El Vesubio se encuentra ubicado en frente de otro centro clandestino de detención denominado Puente 12.
Los lugares donde se alojaban los detenidos se denominaban «las cuchas», y en el centro de torturas se había colocado un cartel que decía «si lo sabe cante, sino aguante».

## Detenidos-desaparecidos
Allí estuvieron detenidos, entre otros:
Adrian Esteban, Alfaro Elena Isabel, Altamiranda Horacio, Angerosa Blanca Estela, Aragón Álvaro, Arasymiw Manuel, Ares Genoveva, Arias Eduardo Jaime José, Arrigo Roberto Oscar, Ayerdi Cecilia Laura, Balbi Osvaldo Domingo, Barrenat de Martinez Aurora Alicia, Benítez Juan Carlos, Bernat Julián, Bernat María Cristina, Berrozpe Roberto Jorge, Bietti Liliana Mabel, Brea Marta María, Capello Jorge Antonio, Carriquiriborde de Rubio Alicia Elena, Casaretto Javier Antonio, Cassano Ofelia Alicia, Castelli Roberto, Cavallo Héctor Hugo, Chaves Alfredo Luis, Chillida Arturo Osvaldo, Ciuffo Daniel Jesús, Contreras Raúl Eduardo, Corazza de Sánchez Silvia Angélica, Córdoba Pablo Marcelo, Cristina Roberto Luis, Curto Campanella Lidia, Dascal Guillermo Horacio, Dauthier Francoise Marie, De Cristofaro Luis Eduardo, De Lorenzo Carlos Alberto, de Raffaelli Silvia, Dellatorre Graciela Alicia, Di Salvo de Kierman Ana María, Diaz Salazar Luis Miguel, Diez Mirta, Dunayevich Gabriel Eduardo, Endolz de Luciani Alicia Ramona, Fabri Luis Alberto, Falcone Norma Raquel, Farias Jorge Omar, Farías Juan, Farias Juan Carlos, Feldman Laura Isabel, Fernandez Alvarez Noemí, Fernandez Faustino José Carlos, Fernandez María Elena Rita, Ferreyra Marcos Eduardo, Franquet Gustavo Alberto, Frattasi Generosa, Frega Juan Antonio, Fuks Miguel, Galan Juan Carlos, Gallo Aldo Norberto, Gandara Castroman Elba Lucía, García Gabriel Alberto, Garín Dora Beatriz, Gasparini Nelo Antonio, Gemetro Luis María, Gersberg de Díaz Salazar Esther, Gimbini Claudio, Gleyser Raymundo, Goldín Javier Gustavo, Goldin Rodolfo, Guagnini Diego Julio, Gualdi Roberto Luis, Guarido Paulino Alberto, Guidot Óscar Roger Mario, Hochman Abraham, Iglesias Espasadin Estrella, Iglesias Raúl Alberto, Jatib Graciela Perla, Juarez Celman Gabriela, Kanje Nieves Marta, Käsemann Elizabeth, Kiernan Eduardo Jorge, Kriado María Celia, Kriscautzky Rubén Bernardo, Luque Isabel, Lorusso Guillermo Alberto, Lovazzano Mirta, Luciani Hugo Norberto, Luciani Hugo Pascual, Lutman Claudio, Machado Darío Emilio, Magliaro Ana Lía Delfina, Marotta Gabriel Óscar, Márquez Sayago Irma Beatriz, Martínez de González María Luisa, Martire Juan Carlos, Martul Federico Julio, Mattión Hugo Manuel, Micflik Saúl, Michia María Cristina, Miguez Pablo Antonio, Montero Jorge Rodolfo, Moralli Guillermo Enrique, Moreno Graciela, Naftal Alejandra, Navarro Cristina María, Niro Claudio, Oesterheld Héctor German, Olalla de Labra Daniel Horacio, Olalla de Labra Marcelo, Oviedo de Ciuffo Catalina Juliana, Paniagua Juan Carlos, Pargas de Camps María Rosa, Peña Alfredo Eduardo, Perez de Micflik María Angélica, Pérez Emérito Darío, Pérez Luis, Beatriz Perosio, Piñeiro Mónica Haydee, Piñoñ Arnaldo Jorge, Poltarak Mauricio Alberto, Portillo José, Potenza Antonio Ángel, Quiroga José Valeriano, Reyes María Susana, Russo Hugo Horacio, Russo Osvaldo Luis, Sagroy Mario, Saladino Silvia Irene, Sameck Pablo Martínez, Scarfia Osvaldo Alberto, Scimia Cayetano Luciano, Semán Elías, Serra Villar Marisa Elida, Sipes Marta Liliana, Smith Alfredo Eugenio, Soler Guinar Juan Marcelo, Stein Osvaldo, Szerszewiz Ernesto, Taramasco Enrique Horacio, Taranto de Altamiranda Rosa Lujan, Thanhauser Juan Miguel, Trotta María Teresa, Vaisman Hugo, Vanodio Julio, Varrin Enrique Jorge, Vazquez de Lutzky Cecilia, Vázquez Inés, Vazquez Martín, Velázquez Rosano Juan Enrique, Vivas Horacio Ramiro, Voloch Víctor, Waen Laura Isabel, Washington Martínez Virgilio, Watts Jorge Federico, Weinstein Mauricio Fabián, Wejchenberg Ricardo Daniel, Zaidman Samuel Leonardo y Zanzi Vigoroux Rolando Alberto.
La  justicia italiana y la alemana identificó a ciudadanos prisioneros de El Vesubio:
Adrián Esteban, Horacio Altamiranda, Marta Barea, Rodolfo Bourdieu, Jorge Antonio Capello, Ofelia Alicia Cassano, Francoise Dauthier. María del Pilar García, Claudio Gimbini, Juan Marcelo Guinar Soler, Irma Beatriz Márquez.Silvia de Sánchez, Graciela Moreno, Mario Sagroi, Luciano Scimia, Rosita Luján Taranto de Altamiranda, Jorge Máximo Vásquez, Jorge Watts
El Vesubio dejó de funcionar en 1978 y sus edificios fueron demolidos, debido a la inminente inspección de la Comisión Interamericana de Derechos Humanos (CIDH) al país,  que se concretó el 6 de septiembre de 1979.

## Procesamientos
Debido a la anulación de las leyes de Punto Final y Obediencia Debida en 2003, la justicia argentina ordenó en 2006 la detención de ocho represores que actuaron en El Vesubio: el general (R) Héctor Gamen, alias (Beta), Pedro Durán Sáenz (Delta, jefe inmediato del centro), José Néstor Maidana, Hugo Pascarelli, Ramón Erlán, Roberto Carlos Zeolitti, Diego Chemes y Alberto Neuendorf.
Este último actuaba en el campo desde 1975 y perteneció a la Triple A.

## Actualidad
Actualmente, el terreno se encuentra deteriorado y sin uso. En la Cámara de Diputados se ha presentado un proyecto para transformar el predio en un espacio para recuperar la memoria. En la actualidad allí se levanta el Monumento “30 Mil Mundos” en conmemoración a detenidos-desaparecidos del Centro Clandestino.

## Señalización de El Vesubio
El 19 de marzo de 2016 tuvo lugar la señalización con las tres columnas de Memoria Verdad y Justicia

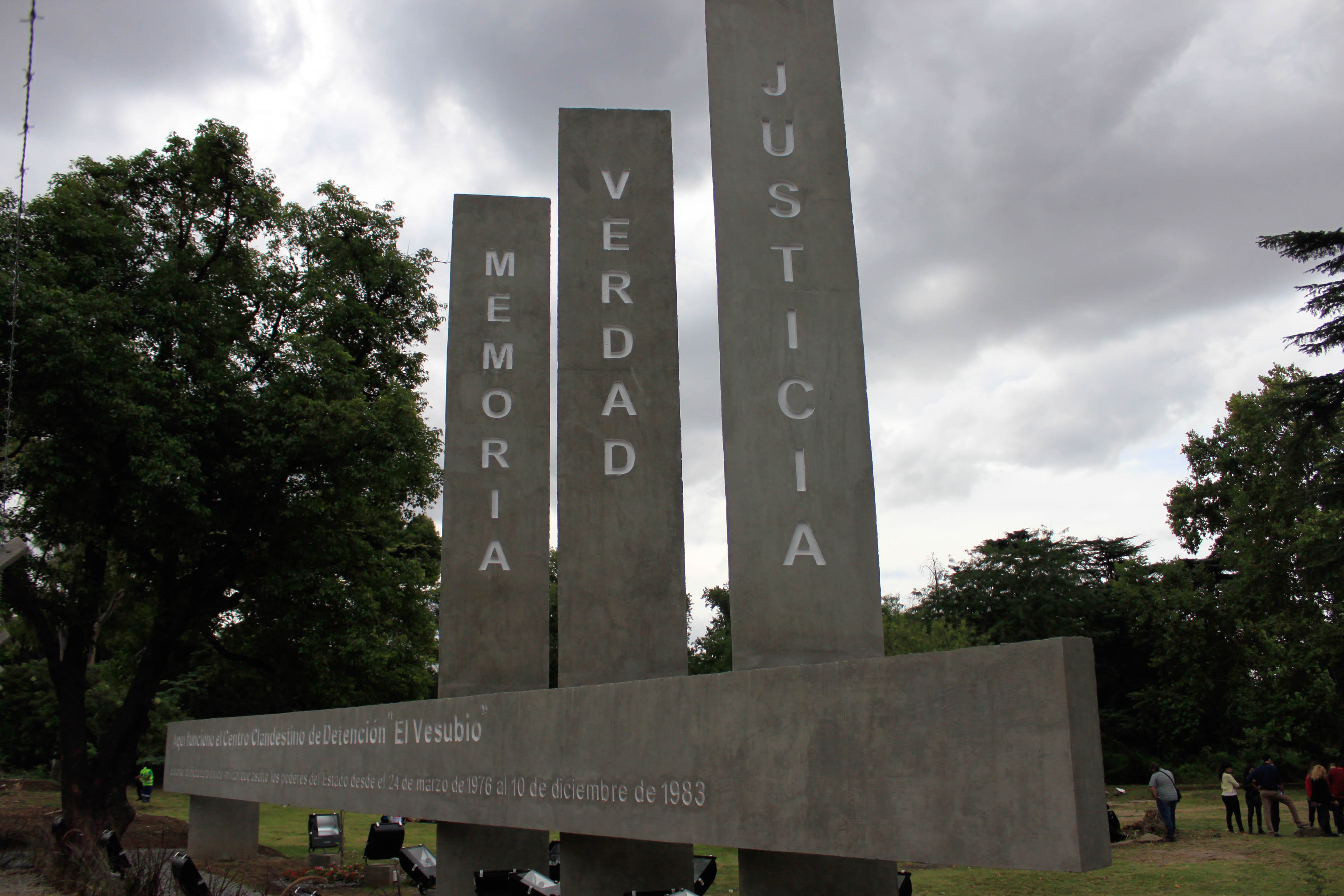
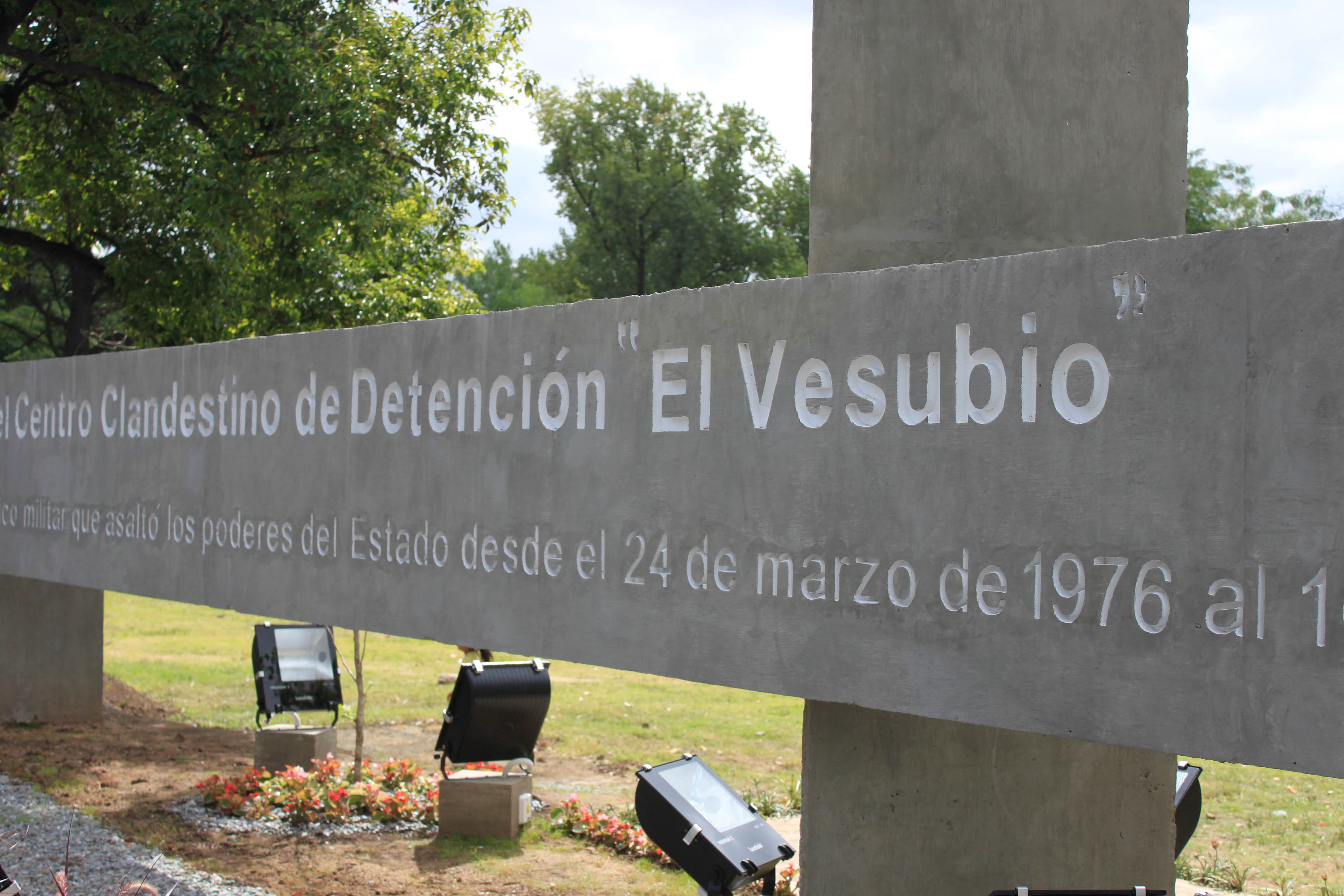
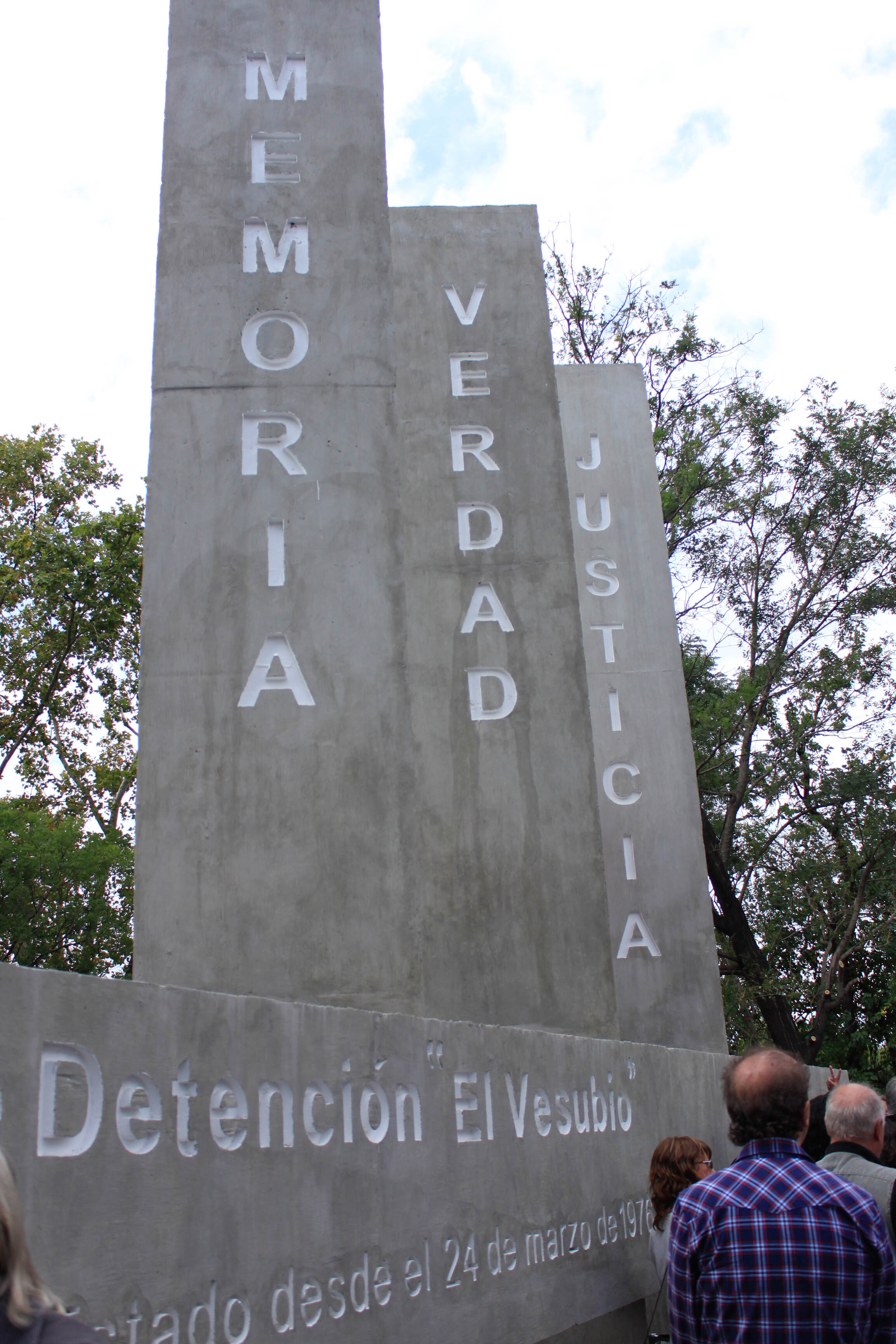
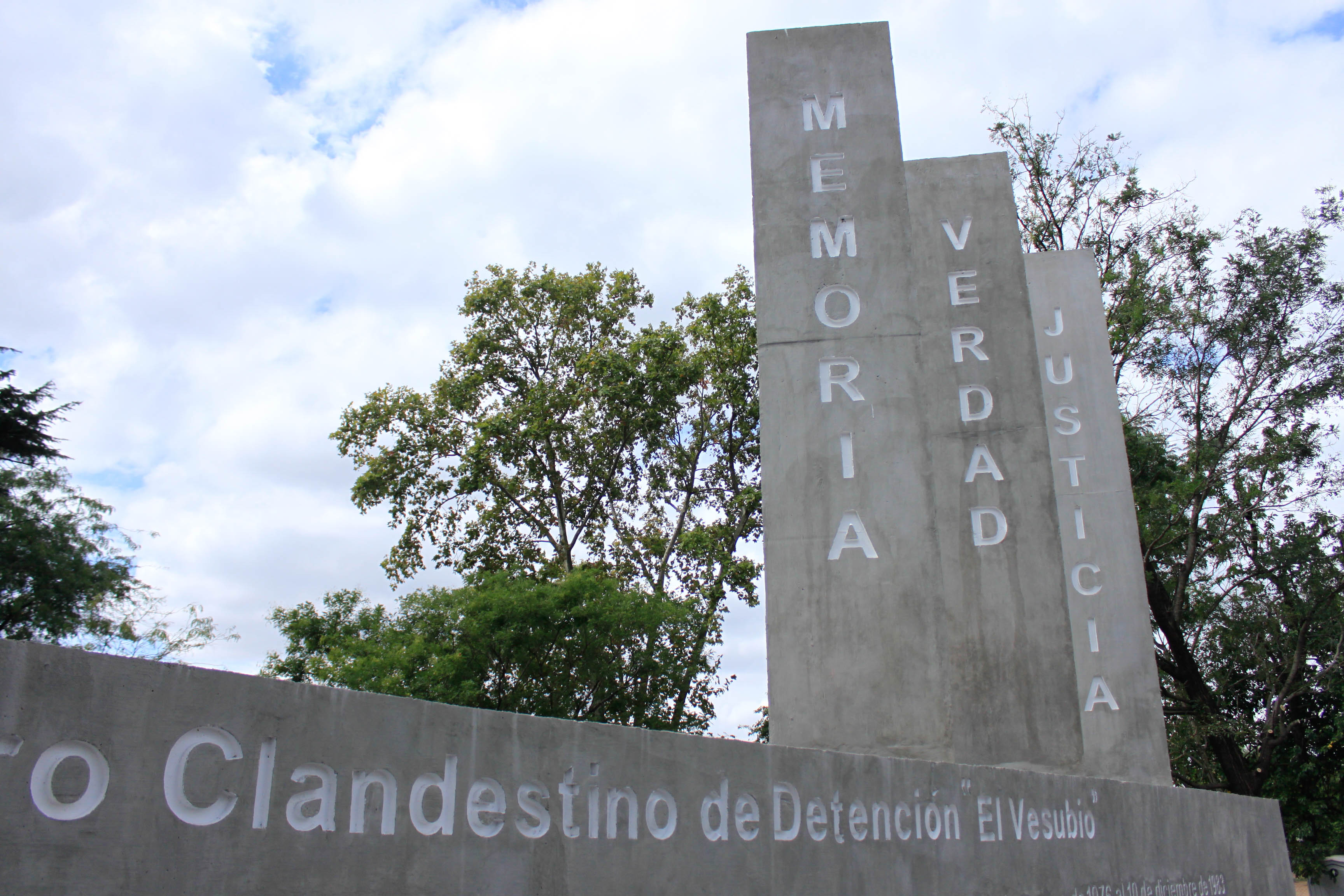
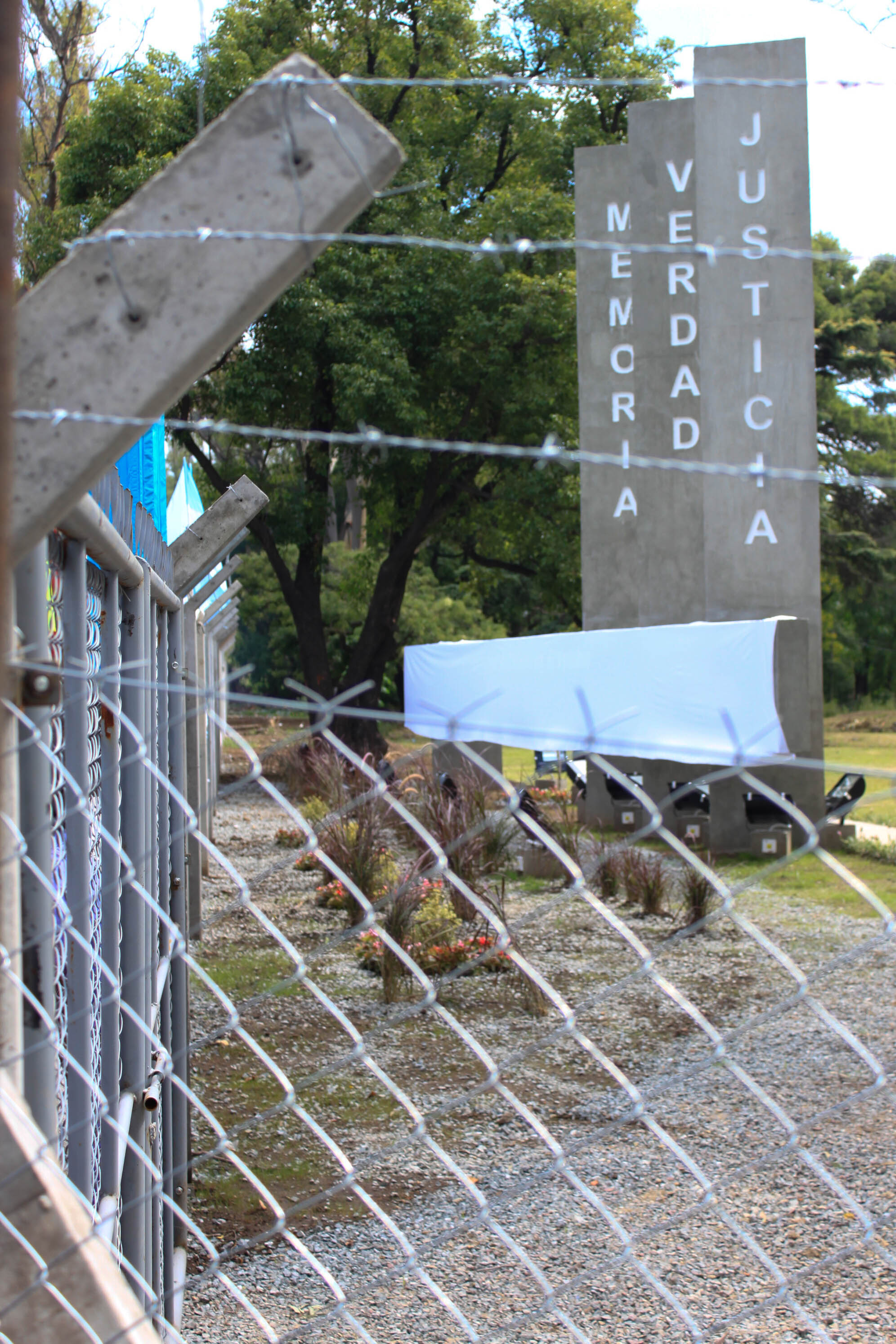
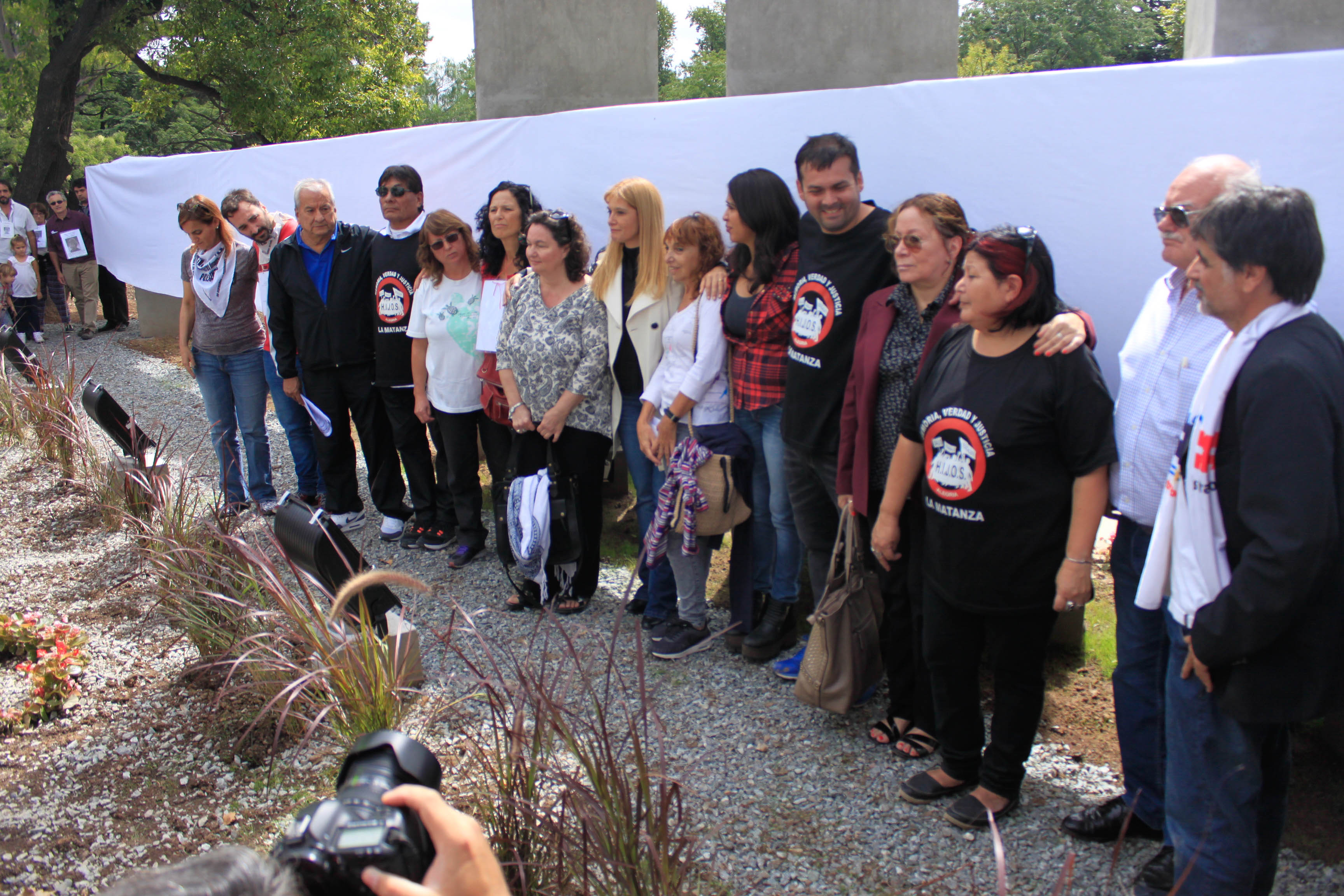
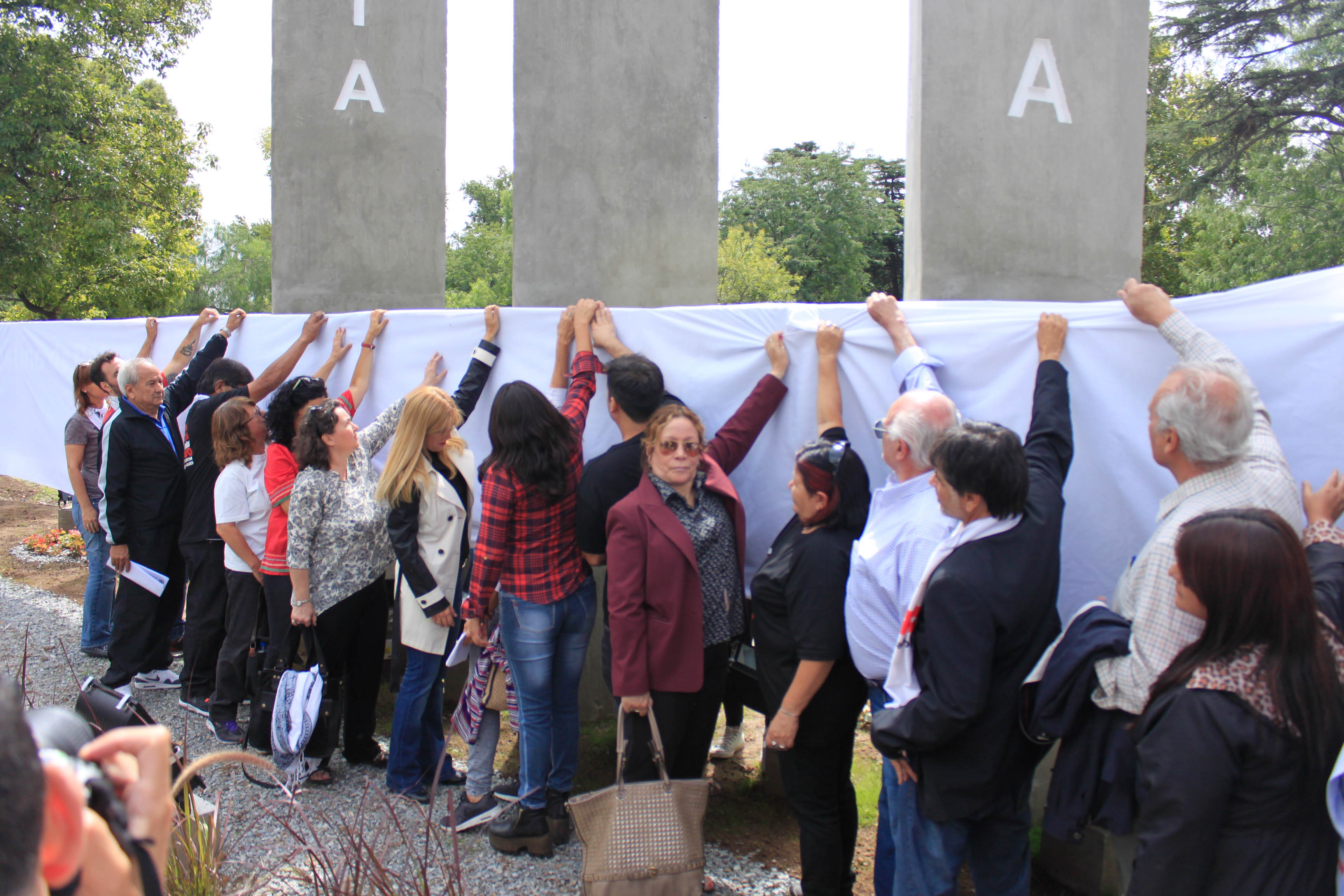
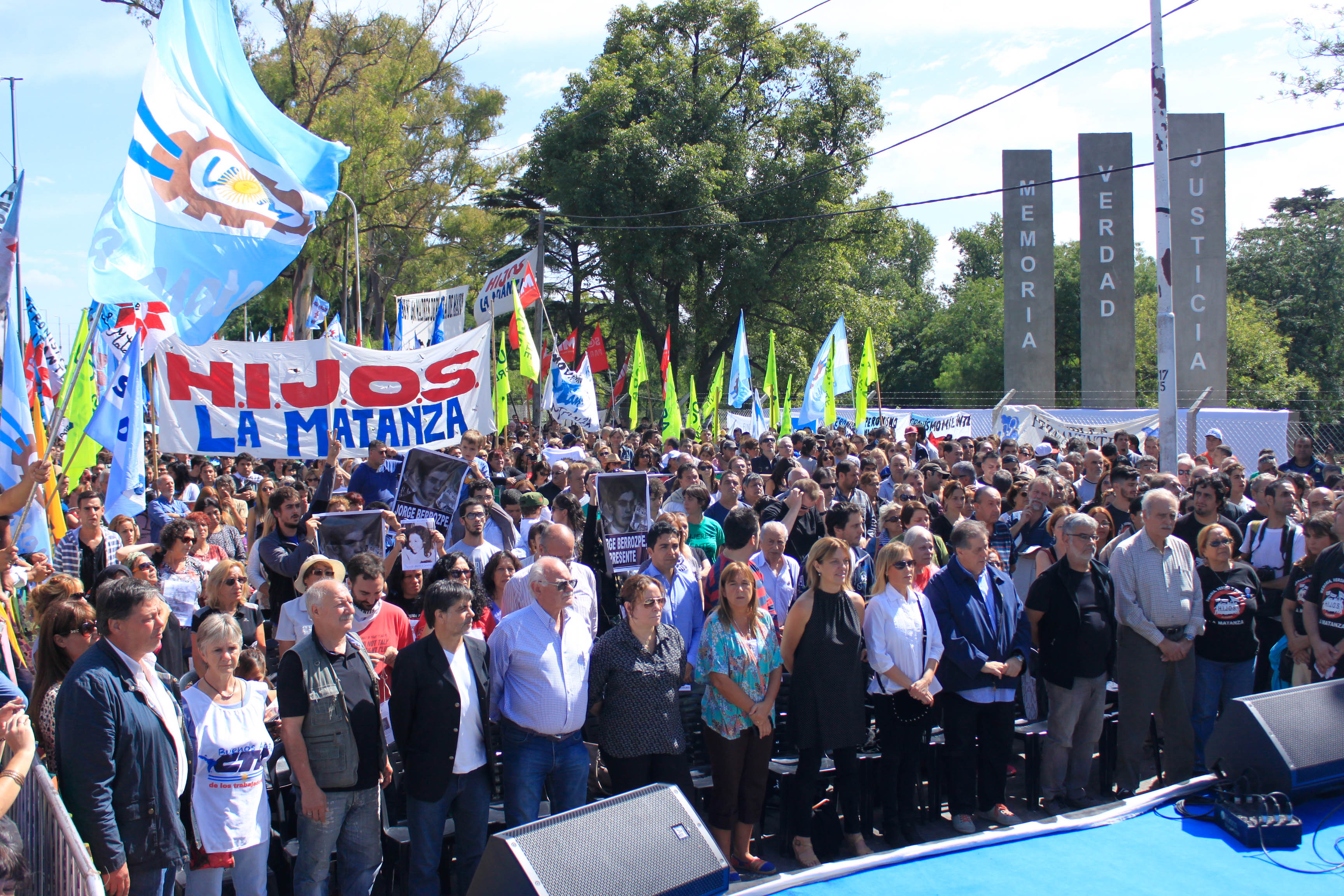
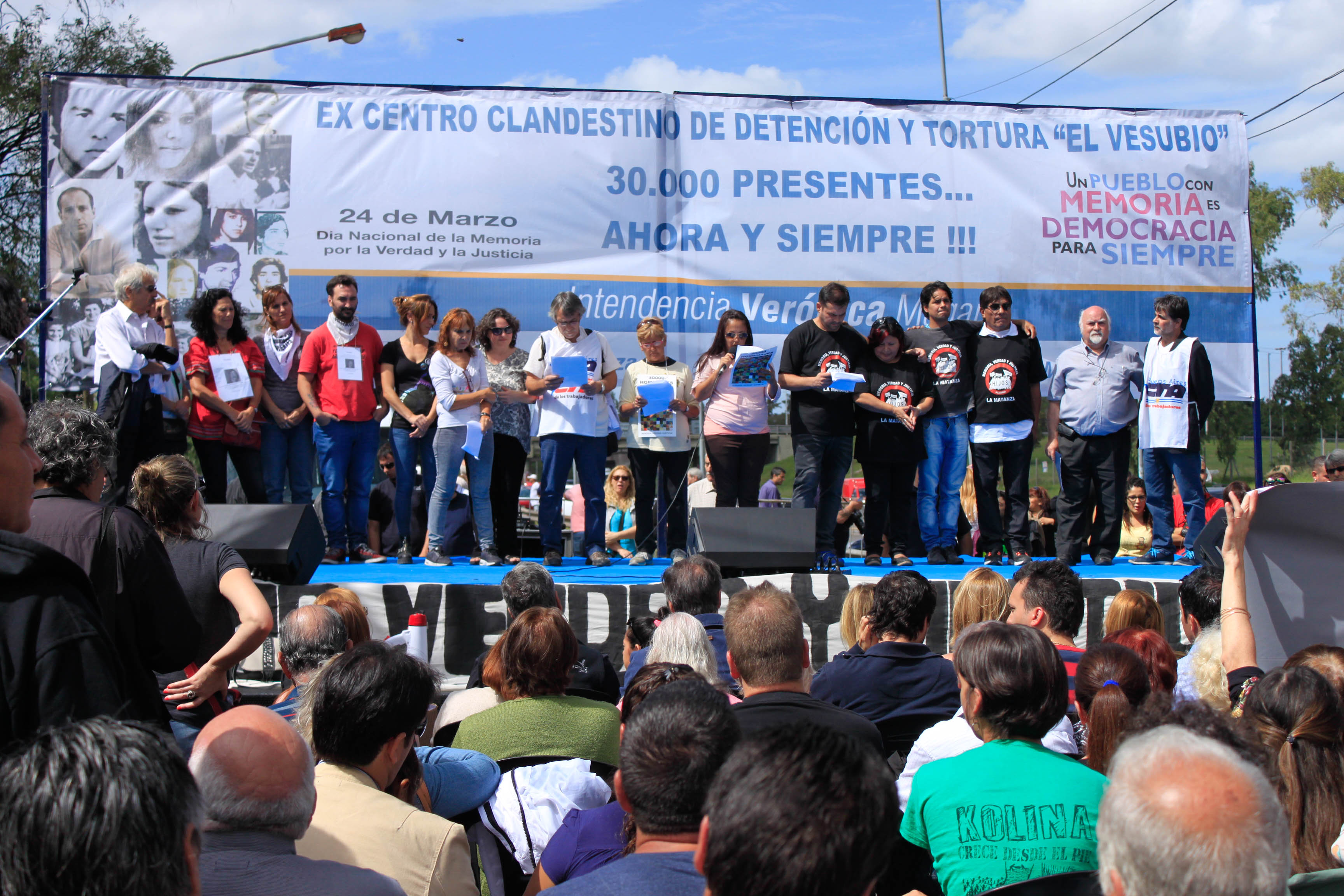
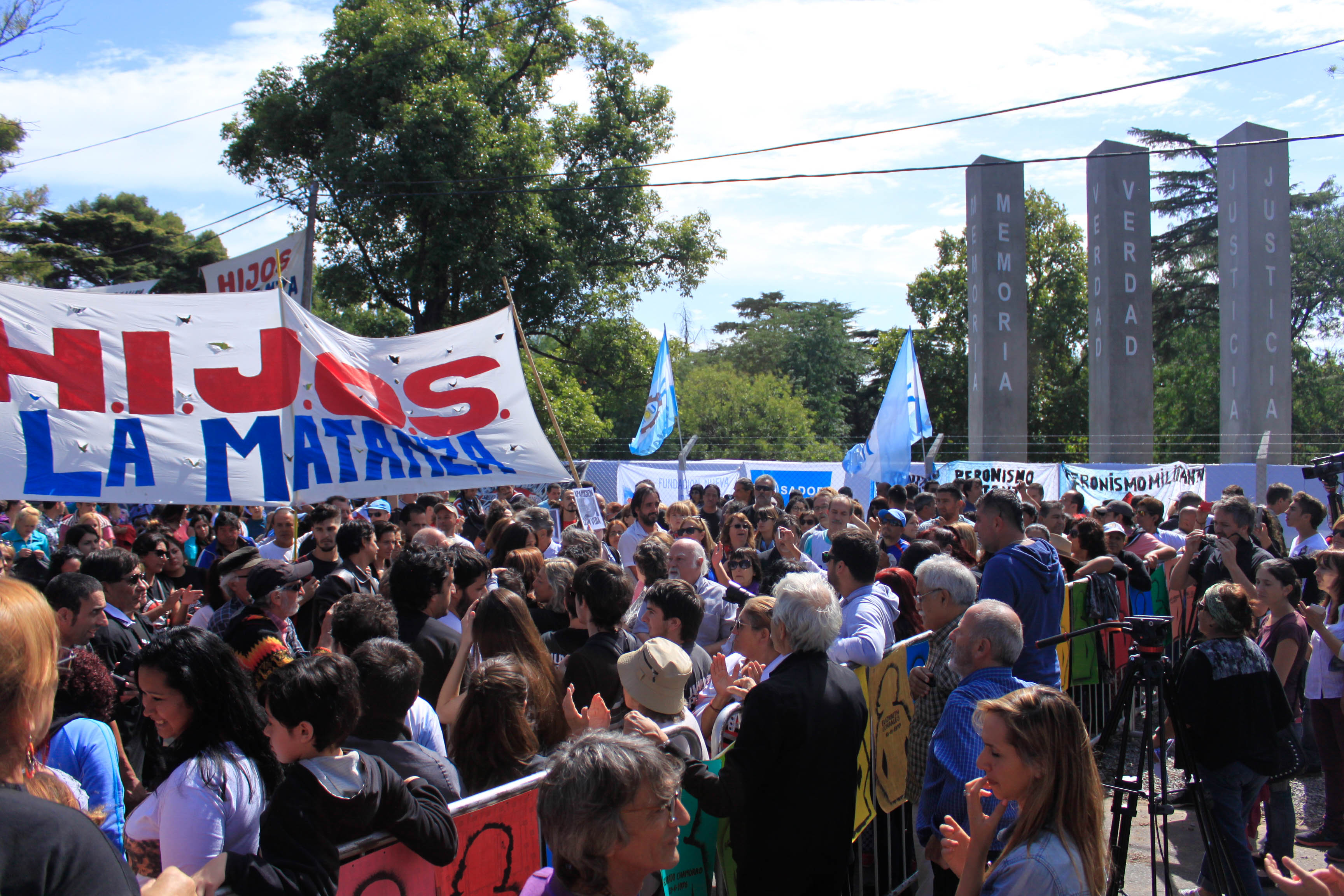